# Laniipriva antobliqua
Laniipriva antobliqua är en fjärilsart som beskrevs av Munroe 1976. Laniipriva antobliqua ingår i släktet Laniipriva och familjen Crambidae. Inga underarter finns listade i Catalogue of Life.